# Arahael
Arahael, que significa «rey sabio» en la lengua sindarin, es un personaje ficticio del legendarium del escritor J. R. R. Tolkien. Es un dúnadan, hijo de Aranarth, el primer capitán de los dúnedain del Norte, y por tanto nieto de Arvedui, el último rey de Arthedain. 

## Historia
Nació en el año 2012 de la Tercera Edad del Sol en Rivendel y allí fue criado. A partir de él, todos los hijos de los capitanes fueron criados en Rivendel. 
Tras la muerte de su padre en el año 2106, Arahael se convirtió en el segundo capitán de los dúnedain del Norte. Durante el tiempo que ocupó como capitán, se inició la llamada Paz Vigilante. Murió en el año 2177, siendo sucedido por su hijo Aranuir.